# Dirty Air
Der Begriff Dirty Air (dt. „schmutzige Luft“) stammt ursprünglich aus dem amerikanischen Rennsport und bezeichnet Luftverwirbelungen hinter einem fahrenden Rennwagen. Das Windschattenfahren und Überholen wird durch diese Turbulenzen erschwert, da dadurch der Anpressdruck verringert wird. Ab den 1990er Jahren hat in der Formel 1 mit der Perfektionierung der aerodynamischen Rennwagen-Eigenschaften dieser für nachfolgende Fahrzeuge negative Effekt eine größere Bedeutung erhalten.
Im Motorradsport wird im Rahmen der sich immer weiter entwickelnden Aerodynamik mittlerweile auch von "Dirty Air" gesprochen. Relevant ist das Phänomen vor allem in der MotoGP, der höchsten Rennklasse der Motorrad-Weltmeisterschaft. Ähnlich wie im Automobilrennsport führt das dichte Hinterherfahren zu erhöhtem Reifenverschleiß und erhöht zudem die Sturzgefahr über das vordere Rad, da der Fahrer oft den Grenzbereich des Rads schlechter erspüren kann. 
Das Gegenteil von Dirty Air wird mit „Clean Air“ umschrieben und bedeutet kein vorausfahrendes Fahrzeug.